# Mikuláš Ungnad z Weissenwolffu
Mikuláš Josef hrabě Ungnad z Weissenwolffu, německy Nikolaus Joseph Rochus Reichsgraf Ungnad von Weissenwolff (16. srpna 1763, Praha – 11. dubna 1825, Linec) byl rakouský generál. Od mládí sloužil v armádě, za napoleonských válek dosáhl hodnosti polního podmaršála (1809). Byl rytířem maltézského řádu a také majitelem několika panství v Horních Rakousích.

## Životopis

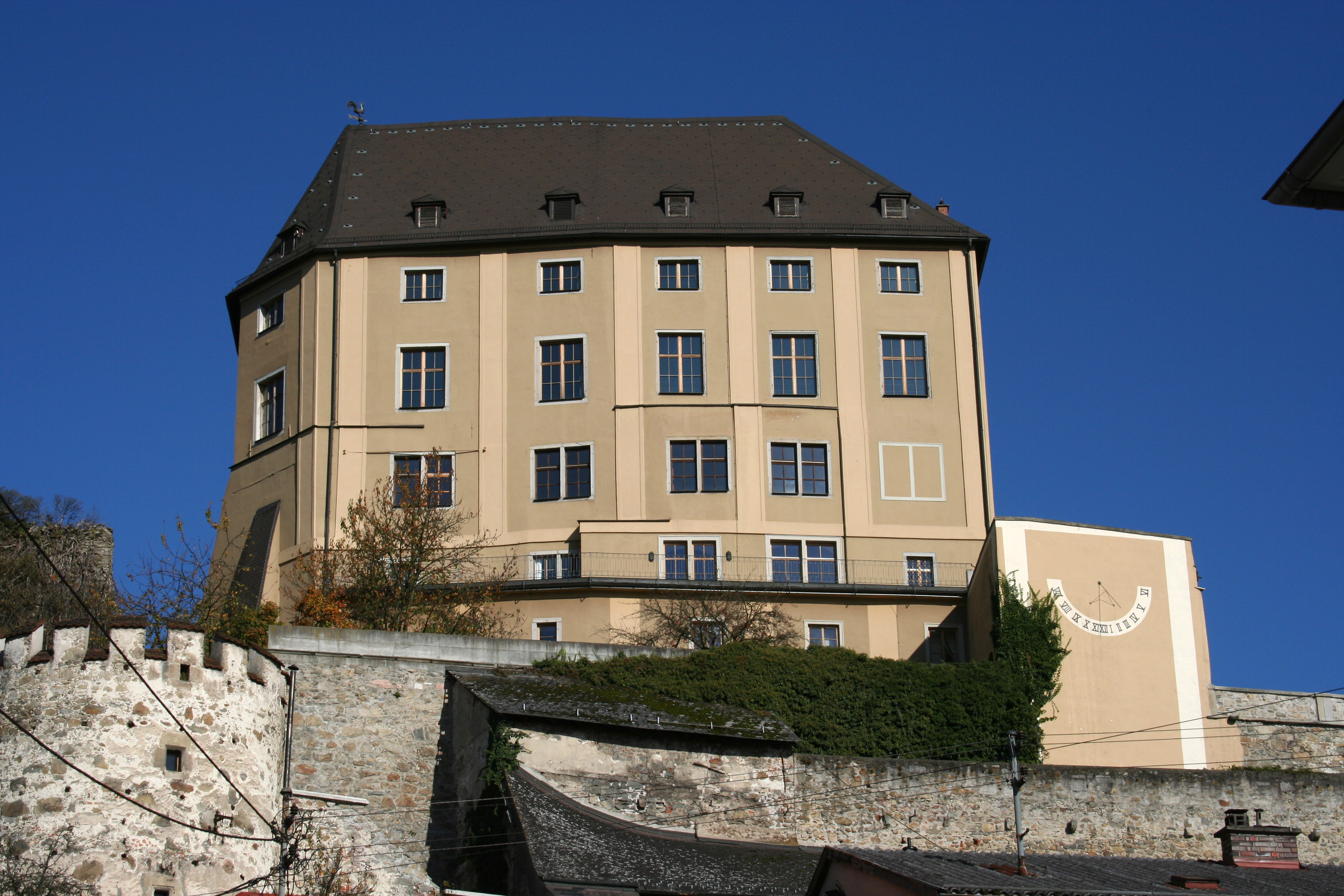
Zámek Steyregg u Lince, hlavní rodové sídlo v 17.–20. století

Pocházel ze starého rakouského šlechtického Ungnadů, byl synem generálmajora hraběte Guidobalda Ungnada z Weissenwolffu (1723–1784). V roce 1773 vstoupil do Maltézského řádu a v dětství pobýval na Maltě. Poté vstoupil do rakouské a během války o bavorské dědictví byl již poručíkem (1779). Následně se zúčastnil bojů proti Turkům a válek proti revoluční Francii. V roce 1792 byl jmenován císařským komořím, vyznamenal se v několika bitvách proti Francii na německém území. Rychle postupoval v hodnostech (major 1796, podplukovník 1797, plukovník 1800). Před bitvou u Slavkova byl jmenován generálmajorem (1805) a v roce 1809 dosáhl hodnosti polního podmaršála. V letech 1810–1811 byl generálním inspektorem pěchoty v Čechách, později se vyznamenal v bitvě u Lipska. V roce 1815 se svou divizí pobýval v Brně a Bratislavě, nakonec byl vrchním velitelem v Horních Rakousích (1816–1825). V letech 1824–1825 byl zároveň komturem komendy Maltézského řádu na Dívčím Hradu. Za účast v napoleonských válkách byl nositelem Řádu Marie Terezie (1813) a ruského Řádu sv. Anny (1813). Po otci byl majitelem rodinného fideikomisu v Horních Rakousích s hlavním sídlem na zámku Steyregg poblíž Lince. Jako maltézský rytíř zemřel svobodný a bez potomstva, dědicem majetku se stal jeho mladší bratr Jan Nepomuk (1779–1855), který patřil v první polovině 19. století k významným osobnostem veřejného života v Linci.